# 情報本部
情報本部（じょうほうほんぶ、英語: Defense Intelligence Headquarters、略称：DIH）は、防衛省の情報機関である。

## 概要
戦後設立された防衛庁においては、外国の軍事情報を防衛局調査第1・2課、統合幕僚会議事務局第2幕僚室、陸上・海上・航空の各幕僚監部調査部および各自衛隊の専門部隊等のそれぞれにおいて収集・分析を行っていたため、庁全体としてみれば、情報の収集・分析が非効率的という構造的欠陥を抱えていた。
この問題を解決すべく、統合幕僚会議第17代議長の石井政雄を長としたプロジェクトが発足し、アメリカ国防情報局（DIA）を参考に1995年（平成7年）に策定された防衛計画大綱に基づいて、1997年（平成9年）1月20日に設置された（創設時は約1,700名）。なお、防衛庁内のすべての情報機関が統合されたわけではなく、既存の組織はそれぞれ一部改編・縮小されたものの、引き続き存続した。
2025年（令和7年）度現在、約2674人の要員を抱え、信号情報（シギント）を始めとする各種情報を扱う防衛省の情報機関である。なお非軍事信号やサイバー空間におけるデータ情報の収集は認められていない。
2024年7月発表された防衛省AI活用推進基本方針において、「目的の探知・識別」「情報の収集・分析」の分野におけるAI活用の方針が示され、2027年度までのAIを活用した公開情報の自動収集・分析機能等が整備される予定である。また、衛星画像のAIによる分析も行われる予定である。
下表は2005年（平成17年）度からの情報本部職員数の推移である（出典:防衛省HP概算要求の概要）が、陸海空自衛隊の自衛官の定数が削減される一方で情報本部要員はほぼ毎年増員されていることから、情報分野の強化に努めていることが窺える。
| 年度                 | 自衛官 | 事務官等 | 合計  |
| -------------------- | ------ | -------- | ----- |
| 平成17年（2005年）度 | 1,846  | 420      | 2,266 |
| 平成18年（2006年）度 | 1,886  | 436      | 2,322 |
| 平成19年（2007年）度 | 1,903  | 464      | 2,367 |
| 平成20年（2008年）度 | 1,906  | 486      | 2,392 |
| 平成21年（2009年）度 | 1,909  | 505      | 2,414 |
| 平成22年（2010年）度 | 1,907  | 523      | 2,430 |
| 平成23年（2011年）度 | 1,907  | 535      | 2,442 |
| 平成24年（2012年）度 | 1,907  | 544      | 2,451 |
| 平成25年（2013年）度 | 1,907  |          |       |
| 平成26年（2014年）度 | 1,919  |          |       |
| 平成27年（2015年）度 |        |          |       |
| 平成28年（2016年）度 |        |          |       |
| 平成29年（2017年）度 |        |          |       |
| 平成30年（2018年）度 | 1,910  | 592      | 2,502 |
| 平成31年（2019年）度 | 1,918  |          |       |
| 令和02年（2020年）度 | 1,932  |          |       |
| 令和03年（2021年）度 | 1,936  |          |       |

## 役割
・電波情報や画像情報など情報本部で独自に収集した情報や、防衛省内の各機関・関係省庁・友好国などからもたらされた情報を総合・分析し、総理官邸やNSC、各自衛隊部隊などの政策判断・部隊運用者に報告する事による政策判断・部隊運用の支援。
・外国政府による偽情報等の拡散などの検知・無力化や、適切で戦略的な情報発信などの、情報戦への対応。

## 沿革
以下の沿革以前にも防衛省には情報組織があり、例えば情報本部の前身組織の一つである陸上幕僚監部調査部第2課別室（調別）はシギントを行う非公然組織であり、実質的に内閣情報調査室の下部機関で、歴代トップは警察官僚が占めていたとされている。
- 1997年（平成09年）1月20日：統合幕僚会議の「事務局第2幕僚室」が廃止され、情報本部が設置。
- 2001年（平成13年）3月27日：技術官が廃止され、新たに緊急・動態部が設置。
- 2004年（平成16年）3月29日：画像部が画像・地理部に改称される。
- 2006年（平成18年）3月27日：統合幕僚会議に代わり「統合幕僚監部」が新設されたのに伴い、統合幕僚会議下の組織から長官直轄組織（現・大臣直轄組織）に改編。

1. 緊急・動態部を廃止し、統合情報部が新設。
2. 同日、各幕僚監部の調査部は廃止され新たに陸上幕僚監部と航空幕僚監部には運用支援・情報部情報課が、海上幕僚監部には指揮通信情報部情報課が新設。

## 組織

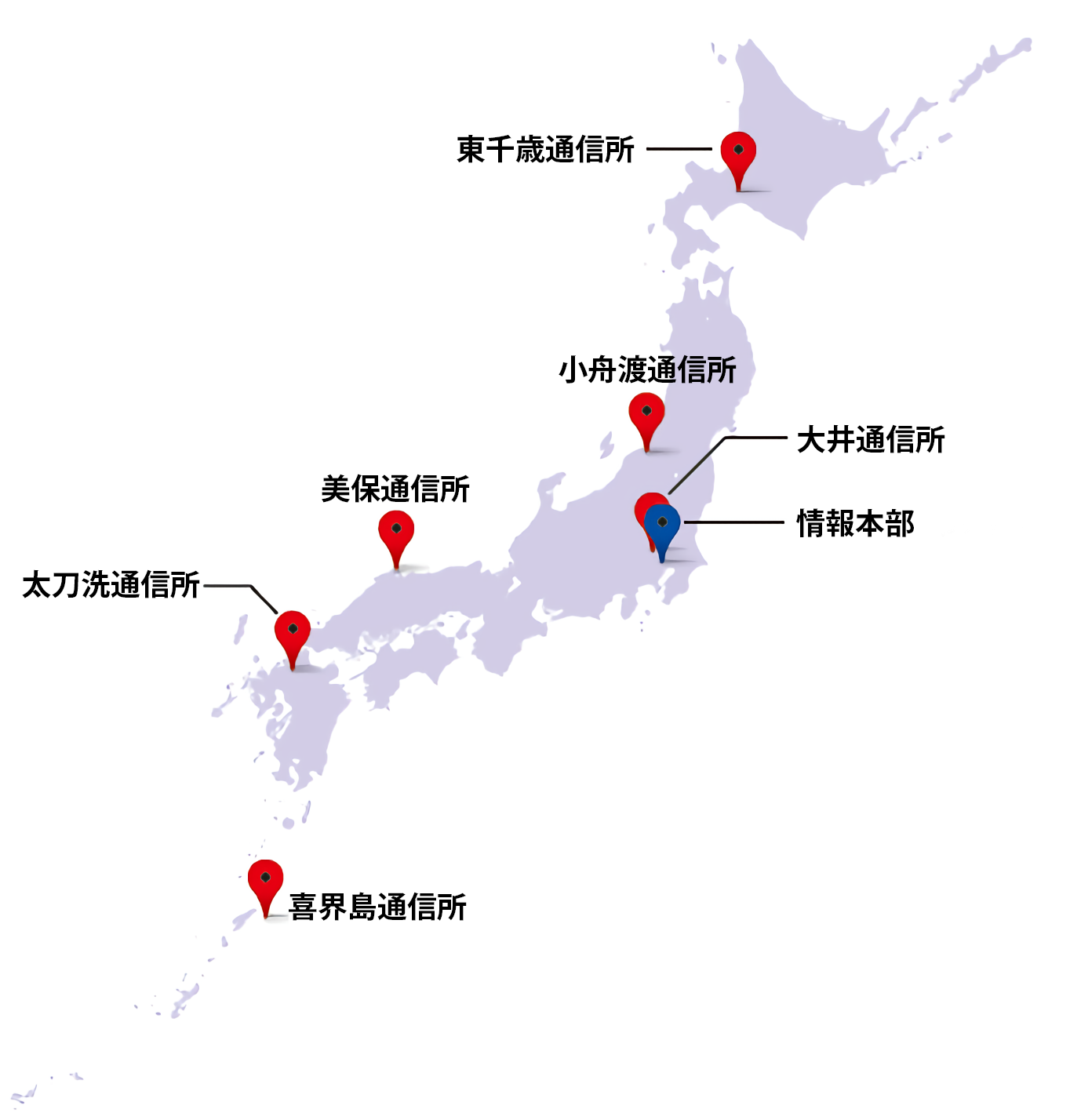
通信所

情報本部長（指定職5号）には陸将、海将又は空将の自衛官が任命される。また、本部長は2009年（平成21年）6月3日に公布された「防衛省設置法の一部を改正する法律」に基づき新設された防衛会議の構成員となる。本部長は自衛官を退官後、内閣衛星情報センター所長（指定職6号、本省審議官級）に就任するケースが多い。副本部長には防衛省大臣官房審議官（旧:防衛庁長官官房審議官、官名は防衛書記官）を本務とする者がその職を兼補する形で任命される。
さらに、その下に情報専門スタッフとして4人の情報官が置かれる。内訳は、事務官が1人と自衛官が3人であり、事務官は各国の安全保障・国防政策に関する情報を統括し、自衛官は各々の担当地域の軍事情勢の統括を行う。また、情報官とは別に情報評価官と情報保全官がそれぞれ1人ずつ配置されている。情報評価官は情報本部が実施する情報の収集整理について、その効果的な実施を図る観点から行う評価に関する事務を司る。情報保全官は防衛省における情報保全の確保を図る見地から情報本部の所掌事務に関する重要事項に係るものを総括整理する役割を担う。
内部組織の詳細については公表されていないため、下記の組織図は現在までに公文書等で確認できるもののみを記述している。
- 情報本部長（陸将、海将又は空将）
  - 副本部長（事務官）
  - 情報官×4（事務官×1、自衛官×3（将補（二）1人と1佐（一）2人））
  - 情報保全官（事務官）
  - 情報評価官（事務官）

- 総務部（部長：1佐（一））

情報本部職員の人事および給与、教育訓練、福利厚生などの業務や経費および収入の会計、物品の取得、行政財産および物品の管理業務を行う。
- 計画部（部長：1佐（一））

情報の収集整理に関する計画、情報についての関係部局との連絡調整、組織および定員、経費および収入の予算および決算、行政財産の取得、業務計画、情報の管理に関する企画や秘密の保全並びに渉外、さらには装備品の研究改善に関する業務を行う。
- 分析部（部長：事務官）

情報の総合的な分析、情報の収集整理および調査や研究改善、統合防衛計画および統合警備計画の作成に必要な情報に関する業務、統合運用に必要な情報に関する業務および自衛隊法により編成された特別の部隊の運用に係る情報に関する業務を行う。公開情報や情報本部の他の部門が収集した情報の他、関係省庁や友好国から得た交換情報などのあらゆる情報（オールソース）に基づく分析を行っているとされる。
- 統合情報部（部長：1佐（一））

緊急に処理を要する情報および外国軍隊の動向に関する情報の収集・整理並びに統合幕僚長、各自衛隊に対する直接的情報支援を行う。情報本部の組織でありながら、統合幕僚監部の情報部（J-2）として運用されている。緊急・動態部を主たる前身とするほか、分析部および各幕僚監部調査部のうち自衛隊の運用に関する情報を担当する部署を統合して設置された。
- 画像・地理部（部長：1佐（一））

画像情報および地理情報の収集・分析（イミント）を行う。情報源は地球観測衛星や内閣衛星情報センターが運用する情報収集衛星の撮影画像である。前身は1985年（昭和60年）から商用地球観測衛星の画像資料を用いて画像情報の収集・分析を行っていた陸上自衛隊と航空自衛隊の情報専門部隊の衛星画像担当部署であり、陸上自衛隊では中央地理隊（現地理情報隊）がそれにあたり、フランスのSPOTやアメリカ合衆国のランドサットなどの撮影画像を購入して分析していた。また、1986年（昭和61年）に開設された東海大学宇宙情報センターとも分析手法の共同研究を行っていたとされる。分解能1m級の高分解衛星画像も処理できる画像情報支援システム（IMSS）も2001年（平成13年）3月から運用している。またスタンド・オフ防衛能力（反撃能力）の確保における目標情報収集能力強化の一環として衛星コンステレーションの構築が情報本部において行われる予定である。
- 電波部（部長：事務官）

全国の通信所で収集された各種電波情報の調査・分析（シギント）を行う。前身は、旧陸軍中央特種情報部（特情部）出身の自衛官を中心に設置された陸上幕僚監部第2部別室（通称：二別）と、その後継機関として1978年（昭和53年）に二別を改編して発足した陸上幕僚監部調査部調査第2課別室（通称：調別）である。1969年の中ソ国境紛争や1979年のソ連のアフガニスタン侵攻の動向を捉えたり、1983年の大韓航空機撃墜事件におけるソ連の交信を捉える事に成功していたと言われている。二別から情報本部創設までは、警察庁と警察庁の事実上の関連機関である内閣情報調査室に直結しており、別室長は防衛庁（当時）より先に警察庁に情報を上げて、警察庁が警察の独自情報として総理官邸に電波情報を報告していた。このため情報本部が創設されてからも電波部長には代々警察官僚が出向して就任しており、現在では内調ー電波部というルートは残っているものの、電波情報が警察と内調のみに上げられるということは無くなり、防衛省で分析が行われた後、内調や総理官邸、NSCに報告されるようである。また収集機材やソフトウェアの開発、最新技術の調査等も行っている。
- 通信所

国外から飛来する電波を収集、分類・整理するとともに内容を調査し、電波部に提供するなど、「日本の耳」としての役割を果たす。
- - 東千歳通信所：（北海道千歳市）東千歳駐屯地内、稚内・根室・奥尻島に分遣班を分派。
  - 小舟渡通信所：（新潟県新発田市）陸上自衛隊新発田駐屯地とは別立地
  - 大井通信所：（埼玉県ふじみ野市）1953年（昭和28年）3月に開設。警戒厳重な施設で、陸・海・空の混成担当官と、三沢基地から派遣された、第6920電子保安群（6920ESG）所属のアメリカ軍人によって運用されている。全国の各通信所からの情報の集約・中継ポイントとしての役割や、通信所の要員の訓練施設としての役割を担っているとされる[16]。硫黄島に硫黄島係を配置。[17]
    - 入間通信支所：（埼玉県狭山市）入間基地内。電子作戦群の航空機に乗り組む[18][19]。

  - 美保通信所：（鳥取県境港市）
  - 太刀洗通信所：（福岡県筑前町）背振山・宮古島に分室、川内に通信支所を置く。旧陸軍太刀洗飛行場から取った名前であり、大刀洗町の所在ではない。
  - 喜界島通信所：（鹿児島県喜界町）2001年の九州南西海域工作船事件の際に北朝鮮の不審船の無線通信を傍受していたと言われる。[20]

各通信所では従来型の高周波無線電波傍受用の施設を運用している。
また、東千歳、大井、太刀洗ではいくつかの軍事衛星通信傍受施設を運用している。情報本部の要員のうち、7割にあたる人数が電波部および各通信所の要員である。小舟渡通信所長は2佐、その他の通信所長は1佐が充てられる。
- - その他の電波収集
    - 航空機:航空自衛隊のYS-11Eb、RC-2やグローバルホーク、海上自衛隊のEP-3Cを用いた電波情報の収集が行われている。またこれらの情報はアメリカの偵察機が収集した情報と交換が行われていると言われている。[21]

## 主要幹部
| 官職名         | 階級    | 氏名     | 補職発令日     | 前職                                       |
| -------------- | ------- | -------- | -------------- | ------------------------------------------ |
| 情報本部長     | 海将    | 江川宏   | 2024年12月20日 | 海上自衛隊幹部学校長                       |
| 副本部長       | 事務官  | 林美都子 | 2025年08月01日 | 外務省軍縮不拡散・科学部審議官             |
| 情報官         | 事務官  | 折戸栄介 | 2024年07月19日 | 地方協力局沖縄協力課長                     |
| 情報官         | 事務官  |          |                |                                            |
| 情報官         | 空将補  | 村上博啓 | 2025年08月01日 | 第6航空団司令 兼 小松基地司令              |
| 情報官         | 1等陸佐 | 石田広記 | 2023年03月30日 | 北部方面総監部情報部長                     |
| 情報官         | 1等海佐 | 新田洋   | 2025年08月01日 | 情報本部統合情報部長                       |
| 情報保全官     | 事務官  | 鈴木伸   | 2024年08月01日 | 人事教育局人事計画・補任課再就職等監視室長 |
| 情報評価官     | 事務官  | 前野明   | 2023年07月14日 | 防衛装備庁装備政策部装備保全管理官         |
| 総務部長       | 1等海佐 | 野口泰志 | 2024年04月01日 | 舞鶴教育隊司令                             |
| 計画部長       | 1等陸佐 | 前田尚男 | 2025年03月17日 | 第1師団司令部幕僚長                        |
| 分析部長       | 事務官  | 宇野茂行 | 2024年07月19日 | 大臣官房企画官                             |
| 統合情報部長   |         |          |                |                                            |
| 画像・地理部長 | 1等空佐 | 福田裕子 | 2024年04月01日 | 情報本部勤務                               |
| 電波部長       | 事務官  | 髙山祐輔 | 2025年03月07日 | 防衛政策局調査課情報運用企画室長           |

### 歴代本部長
| 代 | 階級 | 氏名       | 在職期間                        | 出身校・期          | 前職                 | 後職                                         |
| -- | ---- | ---------- | ------------------------------- | ------------------- | -------------------- | -------------------------------------------- |
| 01 | 陸将 | 國見昌宏   | 1997年01月20日 - 1999年12月09日 | 防大9期             | 第10師団長           | 退職 →内閣衛星情報センター所長               |
| 02 | 陸将 | 野中光男   | 1999年12月10日 - 2001年12月02日 | 防大12期            | 第4師団長            | 東北方面総監                                 |
| 03 | 海将 | 太田文雄   | 2001年12月03日 - 2005年01月11日 | 防大14期            | 統合幕僚学校長       | 退職 →防衛大学校教授                         |
| 04 | 陸将 | 椋木功     | 2005年01月12日 - 2008年03月23日 | 防大16期            | 第3師団長            | 退職 →内閣衛星情報センター所長               |
| 05 | 空将 | 外薗健一朗 | 2008年03月24日 - 2008年11月06日 | 防大18期            | 統合幕僚学校長       | 航空幕僚長                                   |
| 06 | 空将 | 下平幸二   | 2008年11月07日 - 2012年01月30日 | 防大19期            | 統合幕僚副長         | 退職 →内閣衛星情報センター所長               |
| 07 | 陸将 | 木野村謙一 | 2012年01月31日 - 2014年08月04日 | 防大23期            | 第4師団長            | 退職 →内閣衛星情報センター所長               |
| 08 | 空将 | 宮川正     | 2014年08月05日 - 2017年12月19日 | 日本大・ 空72期幹候 | 西部航空方面隊司令官 | 退職 →内閣衛星情報センター所長               |
| 09 | 海将 | 大塚海夫   | 2017年12月20日 - 2019年12月19日 | 防大27期            | 海上自衛隊幹部学校長 | 2019.12.20退職 →特命全権大使ジブチ共和国駐箚 |
| 10 | 陸将 | 納富中     | 2019年12月20日 - 2021年12月21日 | 防大29期            | 防衛大学校幹事       | 退職 →内閣衛星情報センター所長               |
| 11 | 空将 | 尾崎義典   | 2021年12月22日 - 2024年12月19日 | 防大32期            | 南西航空方面隊司令官 | 2024.12.20退職                               |
| 12 | 海将 | 江川宏     | 2024年12月20日 -                | 防大34期            | 海上自衛隊幹部学校長 |                                              |

| 代                            | 階級                      | 氏名                      | 在任期間                  | 出身校・期                      | 前職                                                   | 後職                                              | 備考                                        |
| 統合幕僚会議事務局第2班長     | 統合幕僚会議事務局第2班長 | 統合幕僚会議事務局第2班長 | 統合幕僚会議事務局第2班長 | 統合幕僚会議事務局第2班長       | 統合幕僚会議事務局第2班長                              | 統合幕僚会議事務局第2班長                         | 統合幕僚会議事務局第2班長                   |
| ----------------------------- | ------------------------- | ------------------------- | ------------------------- | ------------------------------- | ------------------------------------------------------ | ------------------------------------------------- | ------------------------------------------- |
| 01                            | 1等空佐                   | 奥宮正武                  | 1954.8.10 1956.7.9        | 海兵58期                        |                                                        | 防衛研修所所員                                    | 航空幕僚監部付                              |
| 02                            | 空将補                    | 島田航一                  | 1956.7.10 1957.7.14       | 海兵55期・ 海大38期             | 航空幕僚監部教育部長                                   | 臨時北部航空司令部 訓練隊長                       | 航空幕僚監部付                              |
| 03                            | 陸将補                    | 野尻徳雄                  | 1957.7.15 1957.10.31      | 陸士41期・ 砲工38期             | 第4班長                                                | 第2幕僚室長                                       | 陸上幕僚監部所属                            |
| 統合幕僚会議事務局第2幕僚室長 |                           |                           |                           |                                 |                                                        |                                                   |                                             |
| 03                            | 陸将補                    | 野尻徳雄                  | 1957.11.1 1958.5.1        | 陸士41期・ 砲工38期             | 第2班長                                                | 防衛研修所副所長                                  | 陸上幕僚監部所属                            |
| 04                            | 1等陸佐 陸将補            | 吉江誠一                  | 1958.5.2 1960.7.31        | 陸士43期・ 陸大50期             | 陸上幕僚監部幕僚幹事                                   | 北部方面総監部幕僚長                              | 陸上幕僚監部所属 1958.8.1 陸将補            |
| 05                            | 陸将補                    | 田中兼五郎                | 1960.8.1 1961.6.11        | 陸士44期・ 陸大54期             | 西部方面総監部幕僚副長                                 | 第5幕僚室長                                       | 1961.2.28まで 第1幕僚室長兼務               |
| 05                            | 陸将補                    | 田中兼五郎                | 1961.6.12 1961.6.30       | 陸士44期・ 陸大54期             | （本務から兼務へ）                                     | 兼務解除                                          | 本務第5幕僚室長                             |
| 06                            | 海将補                    | 山本啓志郎                | 1961.7.1 1962.1.15        | 海兵60期                        | 鹿屋教育航空隊司令                                     | 第3幕僚室長                                       |                                             |
| 07                            | 海将補                    | 久原一利                  | 1962.1.16 1963.12.15      | 海兵60期                        | 第2練習隊司令 →1961.12.16 海上幕僚監部付               | 練習艦隊司令官                                    |                                             |
| 08                            | 1等陸佐 陸将補            | 堀栄三                    | 1963.12.16 1966.3.14      | 陸士46期・ 陸大56期             | 外務事務官 兼1等陸佐 →1963.10.28 陸上幕僚監部第2部勤務 | 陸上幕僚監部付 →1966.3.16 退職                    | 1964.1.1 陸将補                             |
| -                             | 陸将                      | 吉江誠一                  | 1966.3.15                 | 陸士43期・ 陸大50期             | 統合幕僚会議事務局長として第2幕僚室長事務取扱          | 統合幕僚会議事務局長として第2幕僚室長事務取扱     |                                             |
| 09                            | 陸将補                    | 中村龍平                  | 1966.3.16 1969.3.16       | 陸士49期・ 陸大56期             | 東部方面総監部幕僚副長                                 | 第11師団長                                        |                                             |
| 10                            | 海将補                    | 谷川清澄                  | 1969.3.17 1969.11.30      | 海兵66期                        | 第1幕僚室長                                            | 練習艦隊司令官                                    |                                             |
| -                             | 1等海佐                   | 石榑信敏                  | 1969.12.1 1969.12.31      | 海兵68期                        | 海上幕僚監部調査部 調査第2課長                         | 第2幕僚室長                                       | 第2幕僚室長心得                             |
| 11                            | 海将補                    | 石榑信敏                  | 1970.1.1 1971.12.15       | 海兵68期                        | 第2幕僚室長心得                                        | 練習艦隊司令官                                    |                                             |
| 12                            | 海将補 海将               | 門脇尚一                  | 1971.12.16 1974.6.30      | 海兵69期                        | 第4護衛隊群司令                                        | 海上自衛隊第1術科学校長                           | 1973.12.1 海将                              |
| 13                            | 海将補                    | 清水文郎                  | 1974.7.1 1976.3.31        | 海兵71期                        | 呉地方総監部幕僚長                                     | 海上幕僚監部付 →1976.5.13 退職                    |                                             |
| 14                            | 陸将補                    | 梅野文則                  | 1976.4.1 1977.6.30        | 陸士58期                        | 東北方面総監部幕僚副長 →1976.3.16 陸上幕僚監部付       | 西部方面総監部幕僚長                              |                                             |
| 15                            | 海将補                    | 辻邦雄                    | 1977.7.1 1979.7.31        | 海兵74期                        | 海上自衛隊幹部候補生学校副校長                         | 海上幕僚監部付 →1979.9.1 海上自衛隊少年術科学校長 |                                             |
| 16                            | 陸将補                    | 矢部廣武                  | 1979.8.1 1981.3.15        | 陸航士60期                      | 陸上幕僚監部調査部長                                   | 陸上自衛隊北海道地区補給処長                      |                                             |
| 17                            | 陸将補 陸将               | 五十嵐晃                  | 1981.3.16 1982.6.30       | 名幼47期・ 新潟高校・ 陸4期幹候 | 自衛隊福岡地方連絡部長                                 | 第8師団長                                         | 1982.3.16 陸将                              |
| 18                            | 陸将補                    | 鈴木英樹                  | 1982.7.1 1983.3.15        | 中央大学・ 陸9期幹候            | 北部方面総監部幕僚副長                                 | 第1幕僚室長                                       |                                             |
| 19                            | 空将補 空将               | 藪中隆三                  | 1983.3.16 1984.11.14      | 広幼48期・ 東京大学・ 空3期幹候 | 第4幕僚室長                                            | 航空自衛隊幹部候補生学校長                        | 1983.7.31まで 第4幕僚室長兼補 1984.7.2 空将 |
| -                             | 海将                      | 井ノ山隆也                | 1984.11.15 1984.12.2      | 海兵75期                        | 統合幕僚会議事務局長として第2幕僚室長事務取扱          | 統合幕僚会議事務局長として第2幕僚室長事務取扱     |                                             |
| 20                            | 海将補                    | 松本克彦                  | 1984.12.3 1985.6.30       | 防大1期                         | 航空集団司令部幕僚長                                   | 第5幕僚室長                                       |                                             |
| 21                            | 空将補                    | 鈴木至                    | 1985.7.1 1987.7.6         | 明治大学・ 空11期幹候           | 北部航空警戒管制団司令                                 | 術科教育本部幹事                                  |                                             |
| 22                            | 海将補                    | 齊藤又三郎                | 1987.7.7 1989.8.30        | 防大2期                         | 第4航空群司令                                          | 教育航空集団司令官                                |                                             |
| 23                            | 海将補                    | 佐藤雅                    | 1989.8.31 1991.6.30       | 海保大・ 海12期幹候             | 潜水艦隊司令部幕僚長                                   | 潜水艦隊司令官                                    |                                             |
| 24                            | 陸将補                    | 米原光郎                  | 1991.7.1 1993.3.23        | 防大6期                         | 第7師団副師団長                                        | 陸上自衛隊調査学校長                              |                                             |
| 25                            | 陸将補                    | 樋山周造                  | 1993.3.24 1994.6.30       | 防大8期                         | 陸上自衛隊富士学校特科部長                             | 第5師団長                                         |                                             |
| 26                            | 空将補                    | 大串康夫                  | 1994.7.1 1995.6.29        | 防大10期                        | 航空総隊司令部防衛部長                                 | 航空幕僚監部人事教育部長                          |                                             |
| 27                            | 陸将補                    | 安村勇徳                  | 1995.6.30 1997.1.19       | 防大10期                        | 自衛隊東京地方連絡部長                                 | 中部方面総監部幕僚長                              |                                             |

- 歴代統幕事務局2室長の前職・後職欄のうち、同事務局内からの異動については「統合幕僚会議事務局」を省略。
- 学校など正式名称に「○○自衛隊」が冠されるものの前職・後職欄における表記については、当該記載を省略（階級参照）。